# Platambus strbai
Platambus strbai är en skalbaggsart som beskrevs av Lars Hendrich och Michael Balke 1998. Platambus strbai ingår i släktet Platambus och familjen dykare. Inga underarter finns listade i Catalogue of Life.